# Lady A
Lady A (tidigare Lady Antebellum) är en amerikansk countrygrupp som bildades i Nashville, Tennessee 2006. Gruppen består av Charles Kelley (sång), Dave Haywood (gitarr, piano, mandolin) och Hillary Scott. Gruppen gjorde sin debut 2007 som gästgrupp på Jim Brickmans singel "Never Alone". Innan de skrev skivkontrakt med Capitol Records i Nashville släppte de singeln "Love Don't Live Here". Gruppens första album, Lady Antebellum, innehåller singlar som "Lookin' for a good time" och "I Run To You", som blev gruppens första listetta i juli 2009. Deras andra album Need You Now släpptes i januari 2010.
Lady Antebellum har vunnit Academy of Country Musics pris Top New Duo or Group 2009 och Country Music Associations pris New Artist of The Year 2008. Gruppen var nominerad för två Grammy Awards 2009 och två till under 2010. De vann en Grammy för Best Country Performance by Duo or Group with Vocals för låten "I Run To You'".
Den 12 juni 2020 meddelade gruppen att de byter namn till Lady A, ett namn som redan användes av bluessångaren Anita White.

## Historia
Lady Antebellum bildades 2006 i Nashville, Tennessee av Charles Kelley, Dave Haywood och Hillary Scott. Scott är dottern till countrysångaren Linda Davis och Charles Kelley är bror till artisten Josh Kelley. Det var dessa kontakter som hjälpte bandet att lanseras. Kelley flyttade till Nashville under 2005 från Winston-Salem i North Carolina där han hade arbetat på ett bygge med sin bror John. För att bli en framgångsrik solo countryartist försökte Kelley övertala sin gamla klasskamrat - Haywood - att också flytta till Nashville från Georgia under 2006 så att de skulle kunna skriva musik tillsammans. Strax därefter fick Kelley kontakt med Scott genom Myspace och de började träffas på en musikklubb i Nashville. Kelley bjöd in Scott att vara med i hans och Haywoods nya grupp som antog namnet Lady Antebellum. Trion började sedan att uppträda på olika platser i Nashville innan de skrev kontrakt i juli 2007 med Capitol Records.

### Debutalbum:Lady Antebellum
Strax efter att trion blev värvade till skivbolaget under 2007, valde artisten Jim Brickman gruppen till att sjunga på hans nya singel "Never Alone", vilken nådde plats #14 på Billboardlistan. I mitten av 2007 skrev Lady Antebellum också en låt för MTV serien The Hills, "Miles Away".
Deras debutsingel "Love Don't Live Here" släpptes i september 2007 och en musikvideo följde upp i december. Låten blev huvudsingeln för bandets självbetitlade album. Albumet släpptes den 15 april 2008. "Love Don't Live Here" nådde en tredje plats på Billboard Hot Country. Albumet var det första någonsin av en ny duo eller grupp att gå rakt in på första plats på Billboardlistan för countryalbum.
Den andra singeln "Lookin' for a Good Time" släpptes i juni 2008 och nådde en elfte plats i december. Samtidigt blev Lady Antebellum förband till Martina McBrides Waking Up Laughing Tour 2008. Gruppen hade också med singeln "I Was Here" på AT&T Team USA Soundtrack. Deras tredje officiella singel, "I Run To You", släpptes i januari 2009. Den blev trions första listetta i juli 2009.
Den 7 oktober 2009 blev deras debutalbum certifierat som platinaskiva av Recording Industry Association of America (RIAA) efter att ha sålt en miljon kopior i USA.
Haywood och Kelley skrev tillsammans låten "Do I" till Luke Bryan, en artist som har kontrakt med samma skivbolag som Lady Antebellum. Scott är bakgrundssångare på låten.

### Andra album:Need You Now
I augusti 2009 släppte gruppen sin fjärde singel, "Need You Now" som första veckan gick in på plats femtio på Billboard Hot Country och blev gruppens andra listetta den 28 november 2009. Låten är huvudsingeln och titeln till deras andra studioalbum som släpptes den 26 januari 2010. En andra singel från albumet, "American Honey", släpptes till radio den 11 januari 2010.
Albumet debuterade som listetta på Billboard 200 och Top Country Albums. Den 2 februari 2010 hade albumet sålt 480 922 kopior under den första veckan.

## Priser och nomineringar
Trion vann både Academy och Country Musics Top New Duo or Group 2008 och New Artist of The Year från Country Music Association. De nominerades också för Best New Artist på Grammy Awards 2009 och "Love Don't Live Here" nominerades för Best Country Performance by a Dou or Group with Vocals vid samma gala. Vid Country Music Awards 2009 stoppade gruppen Rascal Flatts från att vinna Vocal Group of The Year för sjätte året i rad.
| År   | Gala                             | Pris                                                                   | Resultat  |
| ---- | -------------------------------- | ---------------------------------------------------------------------- | --------- |
| 2008 | Academy of Country Music         | Top New Duo or Group                                                   | Vann      |
| 2008 | Country Music Association Awards | New Artist of the Year                                                 | Vann      |
| 2009 | CMT Music Awards                 | Video of the Year — "Lookin' for a Good Time"                          | Nominerad |
| 2009 | CMT Music Awards                 | Group Video of the Year — "Lookin' for a Good Time"                    | Nominerad |
| 2009 | CMT Music Awards                 | USA Weekend Breakthrough Video of the Year — "Lookin' for a Good Time" | Nominerad |
| 2009 | Grammy Awards                    | Best New Artist                                                        | Nominerad |
| 2009 | Grammy Awards                    | Best Country Performance by Duo or Group with Vocals                   | Nominerad |
| 2009 | Country Music Association Awards | Single of the Year — "I Run to You"                                    | Vann      |
| 2009 | Country Music Association Awards | Vocal Group of the Year                                                | Vann      |
| 2010 | Grammy Awards                    | Best Country Song — "I Run to You"                                     | Nominerad |
| 2010 | Grammy Awards                    | Best Country Performance by Duo or Group with Vocals — "I Run to You"  | Vann      |
| 2010 | Academy of Country Music         | Top Vocal Group of the Year                                            | Oavgjort  |
| 2010 | Academy of Country Music         | Album of the Year — Lady Antebellum                                    | Oavgjort  |
| 2010 | Academy of Country Music         | Single Record of the Year — "Need You Now"                             | Oavgjort  |
| 2010 | Academy of Country Music         | Song of the Year — "Need You Now"                                      | Oavgjort  |
| 2010 | Academy of Country Music         | Video of the Year — "Need You Now"                                     | Oavgjort  |

## Diskografi

### Studioalbum
| År   | Album detaljer                                                         | Listposition | Listposition | Listposition | Listposition | Listposition | Säljcertifikationer               |
| År   | Album detaljer                                                         | US Country   | US           | CAN Country  | CAN          | AUS Country  | Säljcertifikationer               |
| ---- | ---------------------------------------------------------------------- | ------------ | ------------ | ------------ | ------------ | ------------ | --------------------------------- |
| 2008 | Lady Antebellum - Släppt: 15 april 2008 - Skivbolag: Capitol Records   | 1            | 4            | 3            | 30           | —            | - US: 2× Platinum - CAN: Platinum |
| 2010 | Need You Now - Släppt: 26 januari 2010 - Skivbolag: Capitol Nashville  | 1            | 1            | 1            | 1            | 1            | - US: 3× Platinum                 |
| 2011 | Own the Night - Släppt: 13 september 2011 - Skivbolag: Capitol Records | 1            | 1            | 1            | 1            | 1            |                                   |

### Singlar
| År   | Singel                    | Listposition | Listposition | Listposition | Listposition | Listposition | Listposition | Listposition | Listposition | Säljcertifikationer | Album           |
| År   | Singel                    | US Country   | US           | US Pop       | US AC        | US Adult     | CAN Country  | CAN          | CAN AC       | Säljcertifikationer | Album           |
| ---- | ------------------------- | ------------ | ------------ | ------------ | ------------ | ------------ | ------------ | ------------ | ------------ | ------------------- | --------------- |
| 2007 | "Love Don't Live Here"    | 3            | 53           | —            | —            | —            | 5            | 69           | —            | - US: Gold          | Lady Antebellum |
| 2008 | "Lookin' for a Good Time" | 11           | 67           | —            | —            | —            | 18           | —            | —            | - US: Gold          | Lady Antebellum |
| 2009 | "I Run to You"            | 1            | 27           | —            | —            | —            | 1            | 54           | —            | - US: Platinum      | Lady Antebellum |
| 2009 | "Need You Now"            | 1            | 2            | 2            | 1            | 1            | 1            | 2            | 1            | - US: 5× Platinum   | Need You Now    |
| 2010 | "American Honey"          | 1            | 25           | —            | —            | —            | 1            | 50           | —            | - US: Platinum      | Need You Now    |
|      |                           |              |              |              |              |              |              |              |              |                     |                 |